# Malin Eriksson (innebandyspelare)
Malin Eriksson, född 8 oktober 1988 i Östersund, är en svensk innebandyspelare (back) som spelar med Iksu. Eriksson blev utsedd till årets rookie i Elitserien i innebandy säsongen 2007/2008. Hon spelar för det svenska damlandslaget i innebandy, och har vunnit guld med laget vid VM i innebandy 2009 och VM i innebandy 2011. För tillfället rehabiliteringstränar Eriksson för att komma tillbaka från en korsbandsskada.

## Källa
1. ↑  ”Malin och Kim blev årets rookies”. http://www.innebandy.se/sv/Arkiverade-nyheter/Nyhetsarkiv/April-2008/Malin-och-Kim-blev-arets-rookies/. Läst 3 maj 2014.